# Telefonvorwahl (Sierra Leone)
| Vorwahl Codes              |
| -------------------------- |
| Telefonvorwahl: 232        |
| Internationale Vorwahl: 00 |

Die Telefonvorwahlnummern in Sierra Leone werden durch das „Ministry of Information & Communication“ organisiert und vergeben.
Die Anwahl einer sierra-leonischen Rufnummer aus dem Ausland geschieht folgendermaßen:
Internationale Vorwahl + 232 (Ländercode) + Vorwahl (ohne führende 0) + Telefonnummer.
Die Anwahl innerhalb des Landes kann stets so erfolgen:
Vorwahl + Telefonnummer.
Im Festnetz kann eine Nummer im selben Vorwahl-Bereich auch ohne Vorwahl angewählt werden.

## Ortsvorwahlen
Der Vorwahlbereich für Ortsvorwahlnummern im sierra-leonischen Telefonnetz starten nicht mit einheitlichen Nummern. 
- 022 Freetown
- 024 Juba
- 025 Lungi
- 032 Bo
- 042 Kenema
- 052 Makeni
- 053 Kono
- 054 Magburaka

## Mobilfunkvorwahlen
Mobilfunkvorwahlen in Sierra Leone sind keinem bestimmten Anbieter zugeordnet. Somit ist auch innerhalb des gleichen Mobilfunknetzes stets die Vorwahl zu wählen.
Die Vorwahlen verteilen sich auf die Anbieter Zain, Africell, GreenN und Comium.
- 025
- 030
- 033
- 044
- 055
- 056
- 076
- 077
- 078